# 烏克蘭憲法日

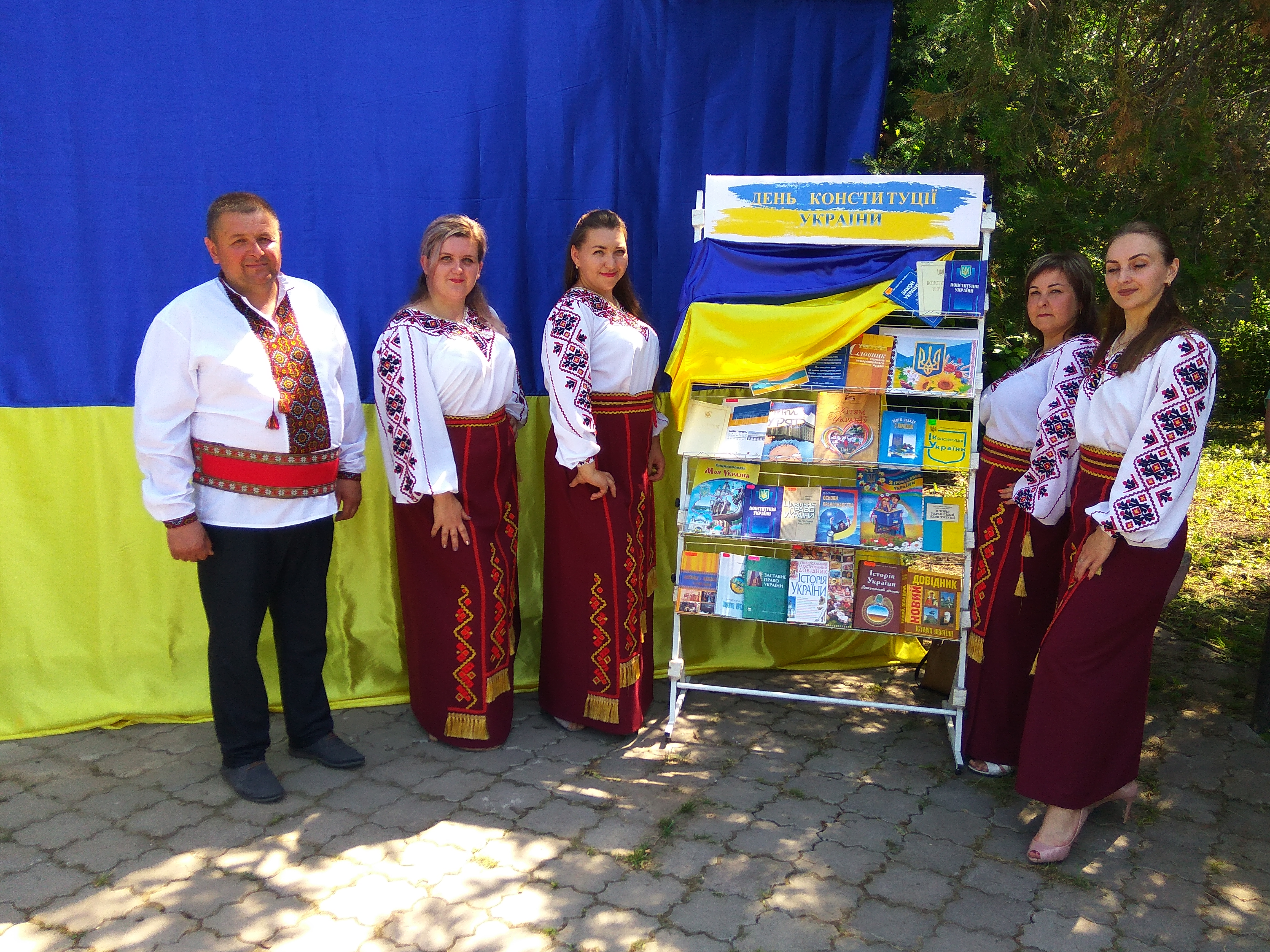
2021年烏克蘭圖爾比夫的憲法日慶祝活動

烏克蘭憲法日（烏克蘭語：День Конституції）是烏克蘭於1996年建立的國定假日，訂於每年6月28日，為紀念1996年6月28日烏克蘭最高議會通過烏克蘭憲法。
憲法日為烏克蘭憲法中唯一提及的國定假日。烏克蘭獨立前，其前身烏克蘭蘇維埃社會主義共和國並未將蘇聯憲法日（10月7日）作為正式假日。

## 外部連結
- Ukraine celebrates national holiday – the Constitution Day （页面存档备份，存于）, small explanation of the day and the Constitution of Ukraine by the Ukrainian Foreign Ministry (28 June 2014)
- Birth of the Ukrainian State and Constitution （页面存档备份，存于）